# Palau Dolfin Manin
El Palau Dolfin Manin és un palau venecià, situat al barri de San Marco i amb vistes al Gran Canal, no gaire lluny del Pont de Rialto i al costat del Palau Bembo, que allotja la sucursal de Venècia del Banc d'Itàlia.

## Història
És un edifici del segle XVI, construït a partir del 1536, és a dir, conjuntament amb la voluntat de la noble família Dolfin de renovar la residència veneciana preexistent. Així, partint de dos edificis medievals, es va erigir la nova estructura.
En la seva construcció es van gastar trenta mil ducats, una suma molt elevada en aquell moment, per a un edifici dissenyat segons els criteris de la nova arquitectura renaixentista i que, per tant, havia de tenir una empremta de majestuositat i modernitat absolutes.
Des del 1801, el palau es va convertir en la residència de la família Manin, a la qual pertanyia el dux Ludovico Manin, per voluntat del qual el palau va patir importants modificacions i reconstruccions internes. Per aquestes modificacions es va demanar la mà de Giannantonio Selva, que va eliminar el pati interior, les botigues que hi havia al pòrtic i va substituir l'escala d'entrada per una de més sumptuosa d'estil neoclàssic. Selva també tenia previst refer la façana, però la pressió de l'opinió pública de l'època, que s'oposava a la destrucció de l'elegant façana de Sansovino, el va fer abandonar la idea.
Manin, d'orígens friülans, va ser l'últim dux de la República de Venècia: posseïdor de rendes fabuloses però de caràcter feble i indecís, no va poder oposar-se a l'ultimàtum de Napoleó i el 12 de maig de 1797 va acceptar la rendició a l'exèrcit francès. Manin va viure cinc anys més tancat a casa seva i menyspreat per la població, que mai va aprovar aquest gest.
El palau va romandre propietat de la família Manin fins al 1867; a partir d'aquesta data va passar a la Banca Nazionale del Regno i encara alberga la seu veneciana de la Banca d'Italia. Algunes restauracions es van dur a terme entre 1968 i 1971; una altra restauració es va completar el 2002.

## Descripció

### Exteriors
La façana, obra creada entre 1538 i 1547 pel gran arquitecte Jacopo Sansovino (autor també del Palau Corner al Gran Canal), es caracteritza per la blancor de la pedra d'Ístria i les grans obertures d'arc de mig punt.
El pòrtic de la planta baixa està format per sis arcs, els set pilars dels quals corresponen a les set semi columnes jòniques i corínties dels dos pisos superiors.
Les dues plantes principals tenen la mateixa obertura, consistent en un parell de finestres als costats, cadascuna corresponent a un arc a la planta baixa, i una finestra quadrífora al centre. L'aspecte del palau apareix d'aquesta manera rigorós A la part superior, la façana està tancada per una gran cornisa dentada.

Giambattista Tiepolo, Noblesa i virtut enderrocant la ignorància, oli sobre tela, d'un sostre del palau Dolfin Manin, Museu Norton Simon, Pasadena

### Interiors
Els interiors tenien un gran valor artístic degut a les obres de Giambattista Tiepolo, que va executar el 1747, per al casament de Lodovico Manin amb Elisabetta Grimani (1748).
El palau té un pati interior, modificat diverses vegades al llarg del temps, en el qual hi ha una escala que condueix als pisos superiors.